# Chalepophyllum
Chalepophyllum es un género con siete especies de plantas con flores perteneciente a la familia Rubiaceae. Se encuentra en Sudamérica.

## Especies
- Chalepophyllum coriaceum
- Chalepophyllum guyanense
- Chalepophyllum latifolium
- Chalepophyllum longilobum
- Chalepophyllum pungens
- Chalepophyllum speciosum
- Chalepophyllum tatei